# Olof Segerfeldt
Olof Leonard Segerfeldt, född 17 maj 1886 i Helsingborg, död 16 mars 1967 i Stockholm, var en svensk banktjänsteman, militär och målare.
Han var son till skeppsredaren Olof Nilsson Gullberg Segerfeldt och Maria Amanda Almgren och från 1912 gift med Ruth Bengtsson. Segerfeldt avlade reservofficersexamen 1907 och blev kapten i reserven 1928. Vid sidan av sina borgerliga yrken och frivilliga organisationsuppdrag var Segerfeldt verksam som konstnär. Han deltog i några konstkurser vid Konstakademien och Stockholms högskola och framträdde offentligt i utställningar i början av 1920-talet. För kungahuset utförde han en rad officiella porträtt som resulterade i att han fick utföra porträtt av ministrar, präster och societetsdamer. Förutom porträtt målade han även landskap och blomsterstilleben. Segerfeldt är representerad vid bland annat Armémuseum, Riksförsäkringsanstalten, Järnvägsmannaförbundet och ett flertal officersmässar.